# Mitro Repo
Mitro Repo vagy Repo atya  (Helsinki, 1958. szeptember 3. –) finn Európai Parlamenti képviselő, ortodox pap, tanár. Mirto atya két könyvet írt az ortodox hit témájában. 2009-ben a Finn Szociáldemokra Párt színeiben választották meg Európai Parlamenti képviselőnek.

## Élete
Mitro Repo harmadik generácis ortodox pap. Helsinkiben értettségizet, majd a Helsinki egyetemen tanult klasszika filológiát, filozófiát, pszichológiát és teológiát, 1982-ben diplomázott. 1987-ben végzett a kuopioi papszemináriumban.
A kuopioi ortodox papszemináriumban, a helsinki normállíceumban és a Joensuui egyetemen klasszikus nyelveket tanított. 1980 és 1988 között az ortodox egyház keretein belül óraadóként működött különböző helsinki iskolákban. 1990-től a helsinki ortodox egyházkerület pásztora. 1992-től előadásokat tart és oktat.
2005-ben az Év Szónokának választotta a kommunikációs tanárok egyesülete. Különböző újságokban jelentek meg írásai, cikkei. 2008-ban ő tervezte a húsvéti bélyeg rajzát.  Gyakran szerepelt a televízióban.

## Politikai pályája
2009-ben a Szociáldemokraták között a legtöbb szavazattal, az összes párt képviselői közül a harmadik legtöbb szavazattal választották meg Európai Parlamenti képviselőnek. Kampánya alatt főleg a vallás és a nyelvek kérdésével foglalkozott, fő érdeklődési területe az oktatás, a kultúra és az emberi jogok.

## Munkái
- Isä Mitron sanakirja: Ortodoksiset termit selityksineen. Pohjautuu, Heslinki, WSOY, 2007
- Isä Mitron ajatuksia elämästä, työstä, uskosta. Helsinki, WSOY, 2008